# Amicalola Falls State Park

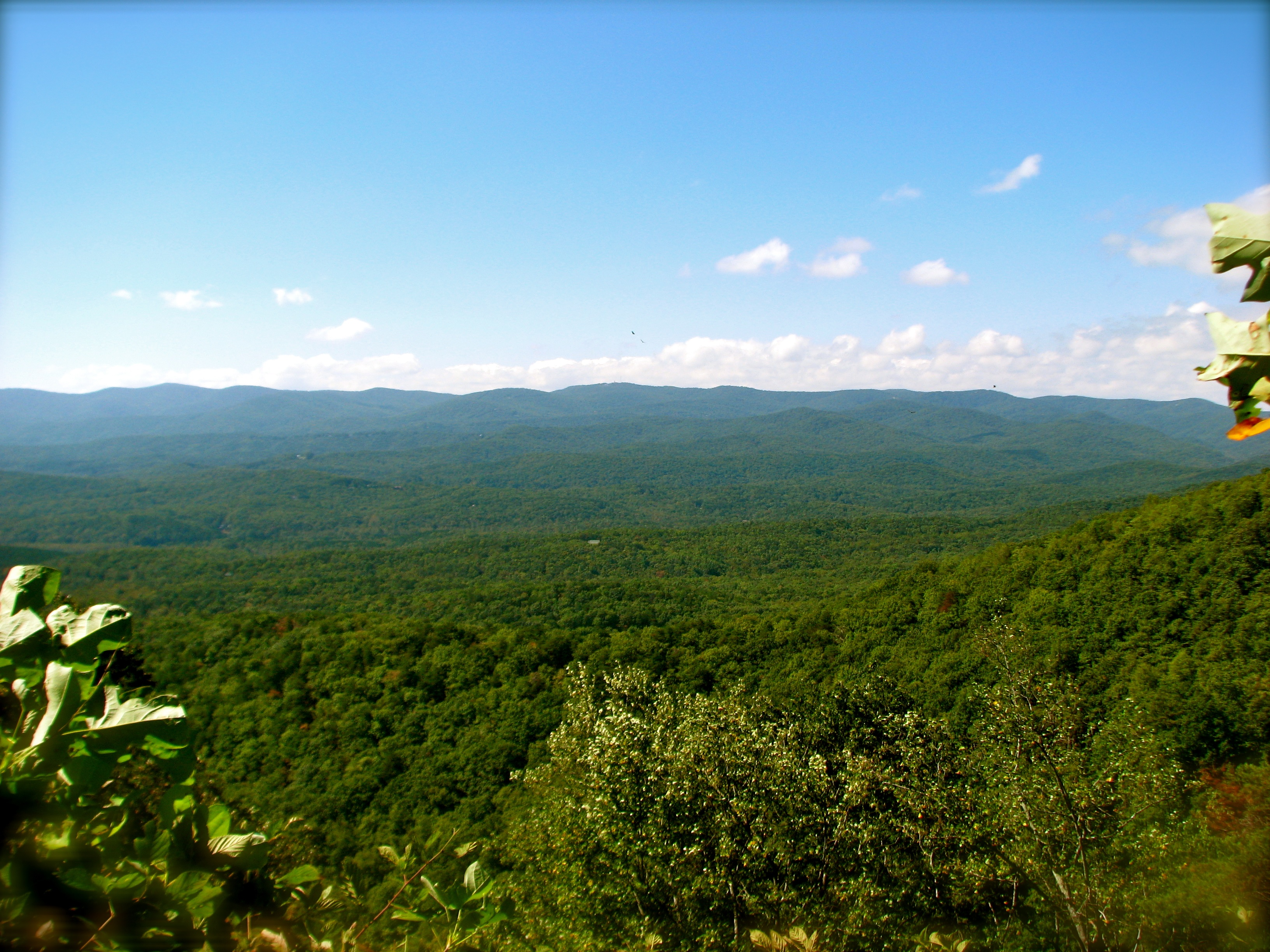
Amicalola Falls State Park

Der Amicalola Falls State Park ist ein State Park im Dawson County im US-Bundesstaat Georgia. Der 335 Hektar große Park liegt 24 km nordwestlich von Dawsonville und grenzt an den Chattahoochee National Forest. Im Park liegen die Amicalola Falls, die mit 222 m höchsten Wasserfälle im Südosten der USA.

## Geographie
Das Gebiet des mit Laubwald bedeckten Parks liegt am südlichen Ende der Blue Ridge Mountains und damit am Südende der Appalachen. Mittelpunkt des Parks sind die Wasserfälle, deren Wasser aus einem Amicalola Mountain genannten, 1020 m hohen Bergkamm kommt. Der Bach fließt dessen westlichen Hänge hinab, bis er in mehreren Stufen in das Tal des Etowah River stürzt.

## Flora und Fauna
Das Gebiet ist hauptsächlich mit einem Laubwald aus Hickory und Eichen sowie einem Eichen-Kiefern-Mischwald bewaldet. Im Frühjahr und Sommer blühen zahlreiche Pflanzen wie Hartriegel, Lorbeerrosen und Rhododendron sowie ein Bestand von Stängellosen Frauenschuhen.
Neben Schwarzbären und Hirschen leben auch Truthühner, Helmspechte sowie Östliche Dreiecksnattern im Gebiet.

## Geschichte
In dem Gebiet lebten Indianer vom Stamm der Cherokee, bis sie 1838 durch den Pfad der Tränen gewaltsam vertrieben wurden. Die Wasserfälle wurden in der Cherokeesprache Um Ma Calo La genannt, was „trommelndes Wasser“ bedeutet. Sie wurden erstmals 1832 von dem Vermesser William Williamson erwähnt. Um 1852 siedelte ein Bartley Crane am Fuß der Fälle, der am Bach nahe dem heutigen Besucherzentrum eine Getreidemühle betrieb. 1860 entstand ein Zeltlager der Methodistenkirche an den Wasserfällen, der während des Sezessionskriegs sowohl für Nord- als auch für Südstaatentruppen als Übungs- und Exerzierplatz diente. Bartley Cranes Sohn John Crane führte nach dem Tod seines Vaters die Mühle und einen Laden weiter, bis er 1940 seinen Landbesitz an den Staat verkaufte, der auf dem Gelände den zwölften State Park Georgias gründete. 1957 wurde der südliche Endpunkt des Appalachian Trail auf den nahe gelegenen Springer Mountain verlegt, so dass der Park zum Ausgangspunkt des Fernwanderwegs wurde. 1991 wurde die Lodge errichtet.

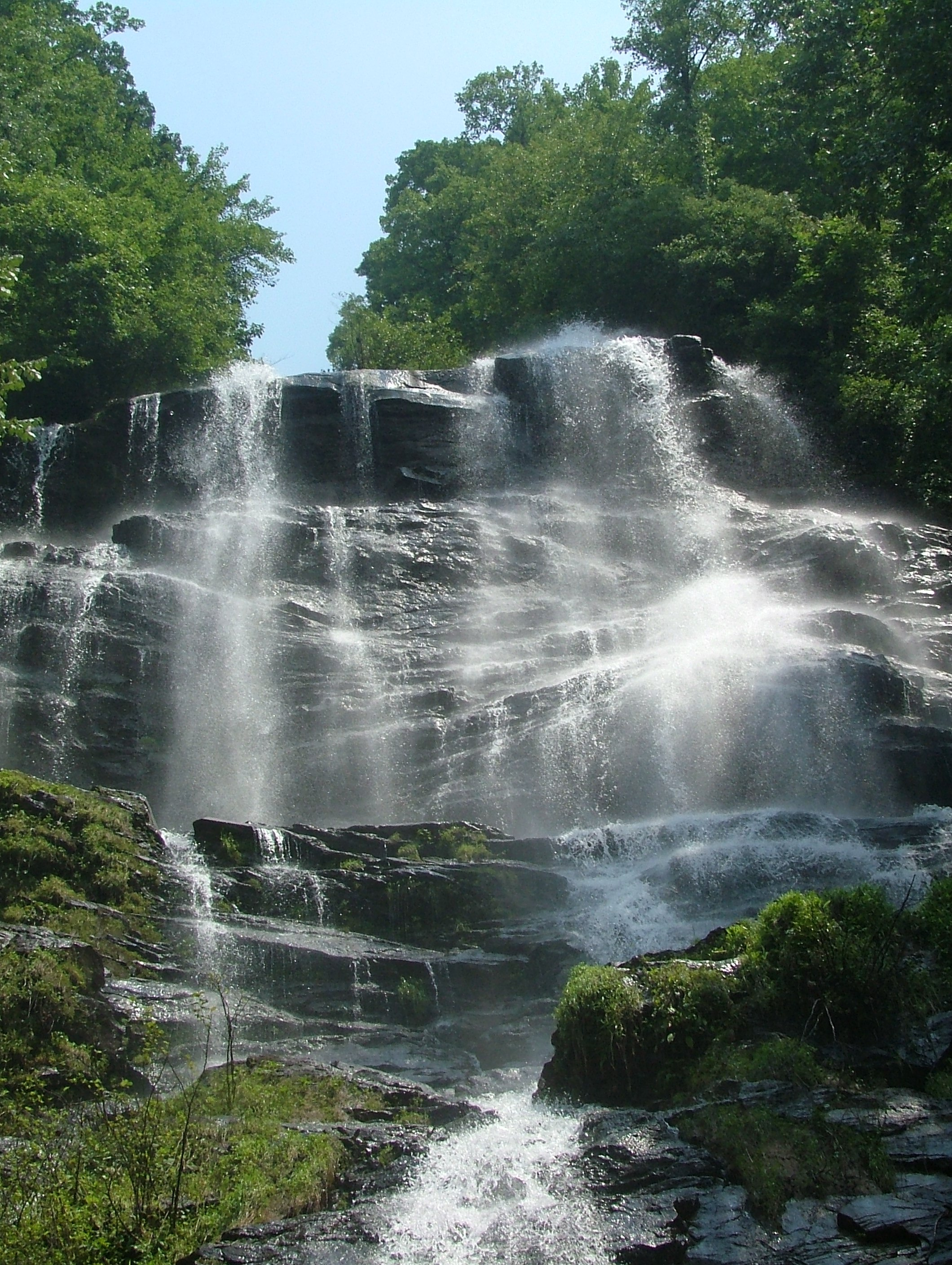
Amicalola Falls

## Touristische Einrichtungen
Der Besuch des Parks ist gebührenpflichtig. Zu den Wasserfällen führen mehrere Wege mit unterschiedlichen Schwierigkeitsgraden, insgesamt führen über 19 Kilometer Wanderwege durch den Park. Im Park gibt es ein Besucherzentrum, einen Campingplatz mit 24 Stellplätzen, 14 Übernachtungshütten und auf dem Gipfel eine Lodge mit Restaurant und 56 Gästezimmern. Ein acht Kilometer langer Weg führt zum Len Foote Hike Inn, ein nur zu Fuß erreichbares Berghotel mit 20 Zimmern. Der Hike Inn hat einen eigenen Förderverein, der auch den Weg ehrenamtlich in Stand hält.